# Oncorhynchus nerka

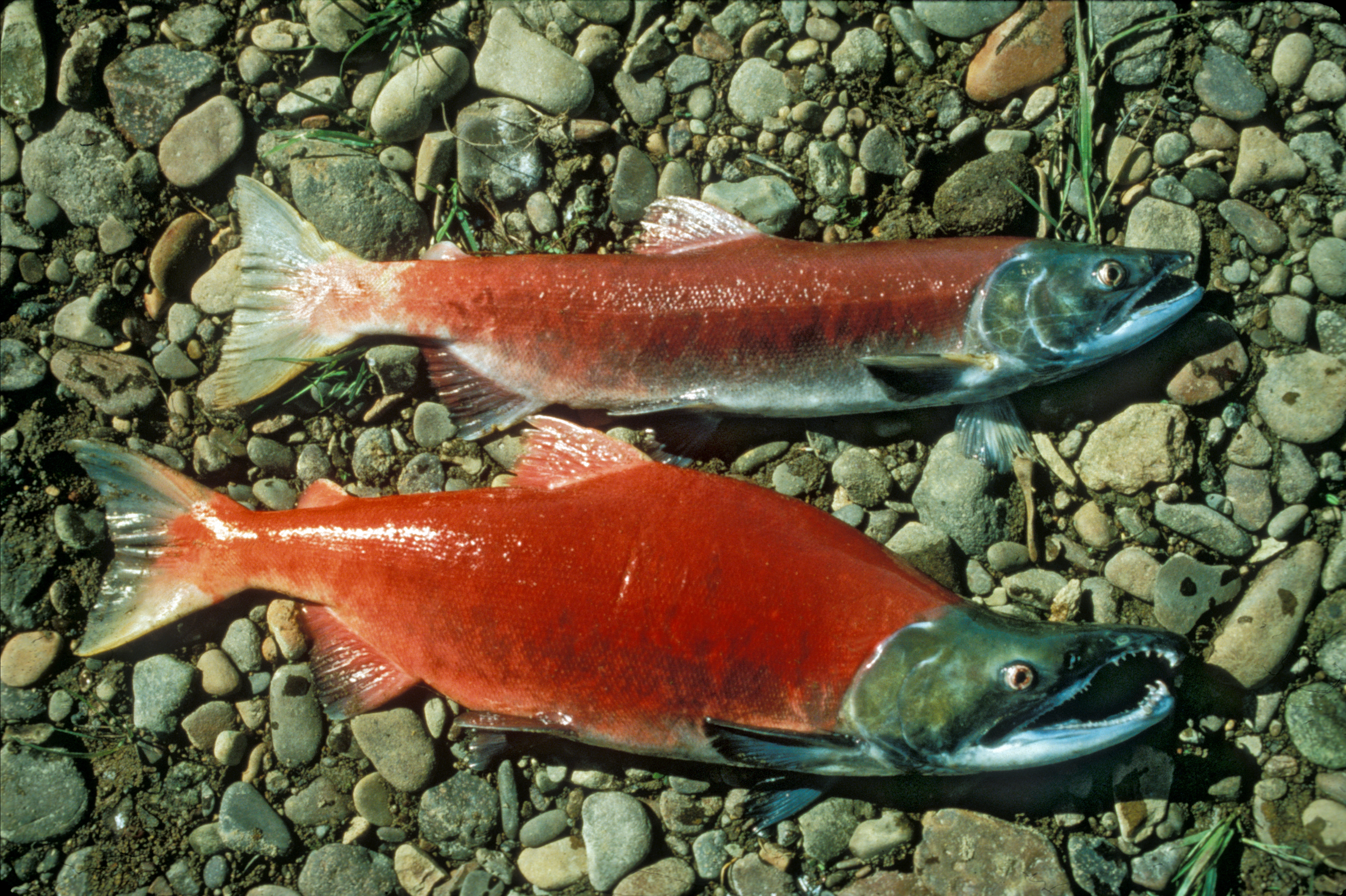
Esemplari in livrea riproduttiva: femmina (in alto) e maschio

Oncorhynchus nerka (Walbaum, 1792) conosciuto comunemente come salmone rosso, è una specie di pesce osseo marino e d'acqua dolce appartenente alla famiglia Salmonidae.

## Distribuzione e habitat
Il salmone rosso è endemico dell'Oceano Pacifico settentrionale. Sul lato asiatico è presente dal nord del Giappone al mare di Bering. È presente lungo tutte le coste pacifiche statunitensi fino alla California alla latitudine di Los Angeles. Esistono popolazioni in acque dolci senza sbocco sul mare (note come kokanee mentre la forma anadroma è nota come sockeye) in Alaska, nella Columbia Britannica (Canada) e in Oregon e Washington (USA). È stato introdotto con acclimatazione in Svezia e Nuova Zelanda. Come tutti i salmoni è una specie anadroma che passa gran parte della vita in mare (o in laghi d'acqua dolce) ed effettua migrazioni riproduttive verso il tratto alto dei fiumi dove avviene la deposizione delle uova. La forma kokanee ha lo stesso ciclo vitale di quelle sockeye con la sola differenza che la fase non riproduttiva viene trascorsa in un lago d'acqua dolce anziché in mare. Le forme kokanee e sockeye non sono nettamente distinte, alcuni figli di individui anadromi possono rimanere residenti in acqua dolce e viceversa. In mare o nei laghi ha abitudini epipelagiche.

## Descrizione
L'aspetto di questo pesce durante la vita marina è simile a quello degli altri salmoni: corpo affusolato e leggermente appiattito lateralmente e bocca grande quasi orizzontale. Il muso è abbastanza appuntito e gli occhi sono relativamente piccoli. La linea laterale è rettilinea. Nella fase marina si possono riconoscere per la completa assenza di macchie nere su dorso e pinna caudale (sebbene possano essere presenti macchie scure irregolari sulla pinna dorsale); in questi esemplari la colorazione è blu scura sul dorso e argentata sul ventre e i fianchi. La livrea che assumono durante la risalita è invece sgargiante: rosso vivo su dorso, fianchi, pinna anale e pinna adiposa (talvolta con un'area soffusa di scuro sul ventre) e verde brillante sulla testa. Le pinne pari sono grigiastre. Alcune popolazioni hanno una livrea meno accesa, talvolta anche senza alcun colore rosso ma uniformemente giallastro o verdastro. Nel maschio, inoltre, il corpo diviene gibboso e le mascelle si incurvano in modo tipico. Le femmine hanno colori leggermente meno brillanti.
Misura fino ad 84 cm per oltre 7,5 kg di peso. La taglia media è di 47 cm per i maschi e di 58 cm per le femmine. Le forme d'acqua dolce kokanee hanno taglia molto minore di quelle anadrome.

## Biologia
Vive fino a 8 anni.

### Alimentazione
I giovanili nei laghi dapprima si nutrono di crostacei (ostracodi e cladoceri) e di larve di insetti mentre in seguito diventano planctofagi. Quando giungono in mare mantengono dapprima la stessa dieta arricchita anche di pesciolini. I pesci assumono un'importanza sempre maggiore man mano che il salmone si accresce e costituiscono una parte maggioritaria dell'alimentazione degli adulti. Le forme lacustri kokanee si cibano prevalentemente di plancton e, secondariamente, di insetti e altri organismi bentonici. Gli adulti in risalita smettono di nutrirsi.

### Riproduzione
La risalita dei fiumi e la riproduzione avvengono con modalità simili a quelle degli altri Salmoni del Pacifico. I riproduttori si portano nello stesso torrente in cui sono nati. Anche in questa specie gli adulti muoiono dopo la riproduzione. I giovanili possono fermarsi per un periodo nel torrente natale o andare subito al mare ma nella maggior parte dei casi si fermano per qualche anno nei laghi che incontrano durante la discesa a mare prima di tornare al mare o al lago di residenza. In queste fermate intermedie nei laghi i giovanili dapprima hanno abitudini costiere ma poi diventano semipelagici.

## Pesca
Le forme anadrome di questa specie sono tra le più importanti tra i salmoni del Pacifico per quanto riguarda la pesca professionale. Viene spesso inscatolato o surgelato ma è utilizzato anche per la produzione di salmone affumicato. Le marinerie dell'Alaska che pescano questa specie hanno ricevuto la certificazione di sostenibilità e di buona gestione degli stock del Marine Stewardship Council. Viene catturato con reti da posta e reti a strascico ed è anche soggetto ad allevamento. I paesi che catturano le maggiori quantità sono Russia e Stati Uniti. È anche molto apprezzato dai pescatori sportivi che lo pescano a spinning o a mosca. Le forme residenti in acqua dolce hanno interesse quasi esclusivamente per la pesca sportiva.

## Conservazione
La IUCN non considera questa specie a rischio di estinzione a causa dell'ampio areale e all'abbondanza delle popolazioni, che non mostrano segni di sovrapesca.